# Marubo
Marubo – grupa Indian z rodziny językowej pano, zamieszkująca południowo-zachodnią część brazylijskiego stanu Amazonas (obszar Vale do Javari). Liczebność grupy liczy około 1800 osób. Posługują się językiem marúbo.